# Looper
Looper, conosciuto anche come Looper - In fuga dal passato, è un film del 2012 scritto e diretto da Rian Johnson, con protagonisti Joseph Gordon-Levitt e Bruce Willis che interpretano lo stesso personaggio rispettivamente da giovane e trent'anni dopo.

## Trama
Nell'anno 2044 Joe è un looper: un killer che lavora per la criminalità organizzata uccidendo su commissione, con un grosso fucile detto spingarda, persone mandate indietro nel tempo da un prossimo futuro, l'anno 2074, in cui il viaggio nel tempo è da poco divenuto realtà, anche se usarlo è un reato gravissimo. Questo viene però usato dai criminali del futuro per inviare nel passato le loro vittime, perché è l'unico modo per eliminare persone non gradite senza lasciare tracce, dato che i cittadini sono dotati di un chip di riconoscimento. Il termine Looper deriva dal fatto che l'attività dei sicari ingaggiati comporta un pesante prezzo: quando i mandanti vogliono risolvere il contratto con loro, se sono ancora vivi dopo 30 anni, li mandano nel passato per eliminare ogni traccia della loro collaborazione, facendo sì che, nel passato, l'ultima vittima dei looper sia la loro versione futura, chiudendo così il loop. In questo modo il contratto è risolto e i looper hanno 30 anni per godersi la vita (ogni omicidio, infatti, viene pagato lasciando sulla vittima dei lingotti d'argento, mentre per l'omicidio finale del sé stesso del futuro vengono lasciati dei lingotti d'oro, in questo modo il killer capisce di aver ucciso il sé stesso del futuro e di aver così chiuso il loop).
Quando Seth, il miglior amico di Joe, lascia fuggire il proprio loop, si scatena un'intensa caccia all'uomo nei confronti di entrambi; Joe aiuta il suo amico nascondendolo nella propria cassaforte, per poi tradirlo quando Abe, il suo datore di lavoro, venuto dal futuro per guidare i looper, lo minaccia di privarlo dei lingotti d'argento ricevuti come pagamento per i propri assassinii. Catturato, il giovane Seth inizia ad essere mutilato per attirare a loro il sé stesso del futuro, il quale inizia a subire le immediate ripercussioni dei mutamenti sul giovane Seth, vedendosi letteralmente sparire parti del proprio corpo: il vecchio Seth, quindi, si dirige precipitosamente verso il luogo dove sa di essere atteso dagli uomini di Abe, che lo uccidono.
Poco tempo dopo, dopo che molti altri looper sono stati uccisi, Joe si trova di fronte il sé stesso del futuro che, apparso senza cappuccio né manette, sfrutta la sorpresa della propria controparte giovane per fuggire. Da quel momento inizia una efferata caccia all'uomo nei confronti dei due Joe, il cui obiettivo è catturare il giovane o uccidere il vecchio.
Il giovane Joe intende uccidere il vecchio sé stesso per riavere indietro la sua vita, ma dopo essere stato salvato dal vecchio sé stesso dagli uomini di Abe, i due si incontrano ad una tavola calda e il vecchio Joe spiega le proprie intenzioni: nell'anno 2074 un misterioso uomo, noto solo con lo pseudonimo di "Sciamano" (un individuo privo di mandibola che ha visto la propria madre morire davanti a lui), è riuscito da solo a sbaragliare le varie società criminali in soli sei mesi e diventare il capo della criminalità. Egli ha iniziato a concludere i contratti di tutti i looper, tra cui lo stesso Joe, la cui cattura ha comportato però la morte di sua moglie, colei che lo ha redento dalla sua vita incentrata solo su crimini e droga. Determinato a salvare la persona più importante della sua vita, impedendo l'ascesa dello Sciamano ed il conseguente sterminio dei looper, il vecchio Joe, a conoscenza della data di nascita e dell'ospedale dove è nato il misterioso criminale, vuole uccidere i tre bambini che corrispondono alle informazioni in suo possesso.
Il giovane Joe permane nelle sue intenzioni di riavere la sua vita, ma i due sono costretti a fuggire e dividersi con l'arrivo degli uomini di Abe. Mentre il vecchio Joe si reca a uccidere due dei bambini, il giovane Joe si reca alla fattoria dove vive il terzo, consapevole che anche il vecchio sé stesso si recherà lì. Alla fattoria viene scoperto da Sara, una giovane donna che vive sola con il figlio Cid. All'inizio Sara vuole cacciarlo, ma una volta scoperta la situazione, confida in lui per essere protetta insieme al figlio.
Intanto il vecchio Joe miete la sua prima vittima, che però si dimostra essere innocente. Quando sta per uccidere anche il secondo bambino, viene catturato da uno degli inseguitori. Nel frattempo il giovane Joe, trovato da un altro dei malavitosi, scopre che Cid ha immensi poteri telecinetici quando si sbarazza del criminale. Inevitabilmente, anche il vecchio Joe ne viene a conoscenza, condividendo i ricordi del giovane. Riuscito a liberarsi della cattura e ucciso Abe insieme ai suoi uomini, si reca alla fattoria dove il giovane sé lo aspetta. Il vecchio offre una vita libera e ricca al giovane Joe, non avendo più nessuno che lo cerca, ma egli si oppone all'uccisione di Cid, non avendo certezze su quello che farà. I due vengono interrotti da un superstite degli uomini di Abe e, mentre il giovane Joe si sbarazza di lui, il vecchio trova Sara e Cid, disposto a uccidere anche lei per riavere la sua vita.
Il giovane Joe, arrivato sul posto, comprende che a "creare" lo Sciamano sarebbe stato proprio il vecchio se stesso, uccidendo la madre Sara di fronte a lui e ferendolo alla mandibola causandone la gangrena. Decide allora, al fine di impedire la morte di Sara e la nascita dello Sciamano, di suicidarsi, fermando il vecchio Joe prima che possa uccidere Sara, confidando nel fatto che crescendo con la madre, Cid imparerà ad usare i poteri a fin di bene, spezzando in questo modo il loop che si era creato portando così un nuovo futuro.

## Produzione

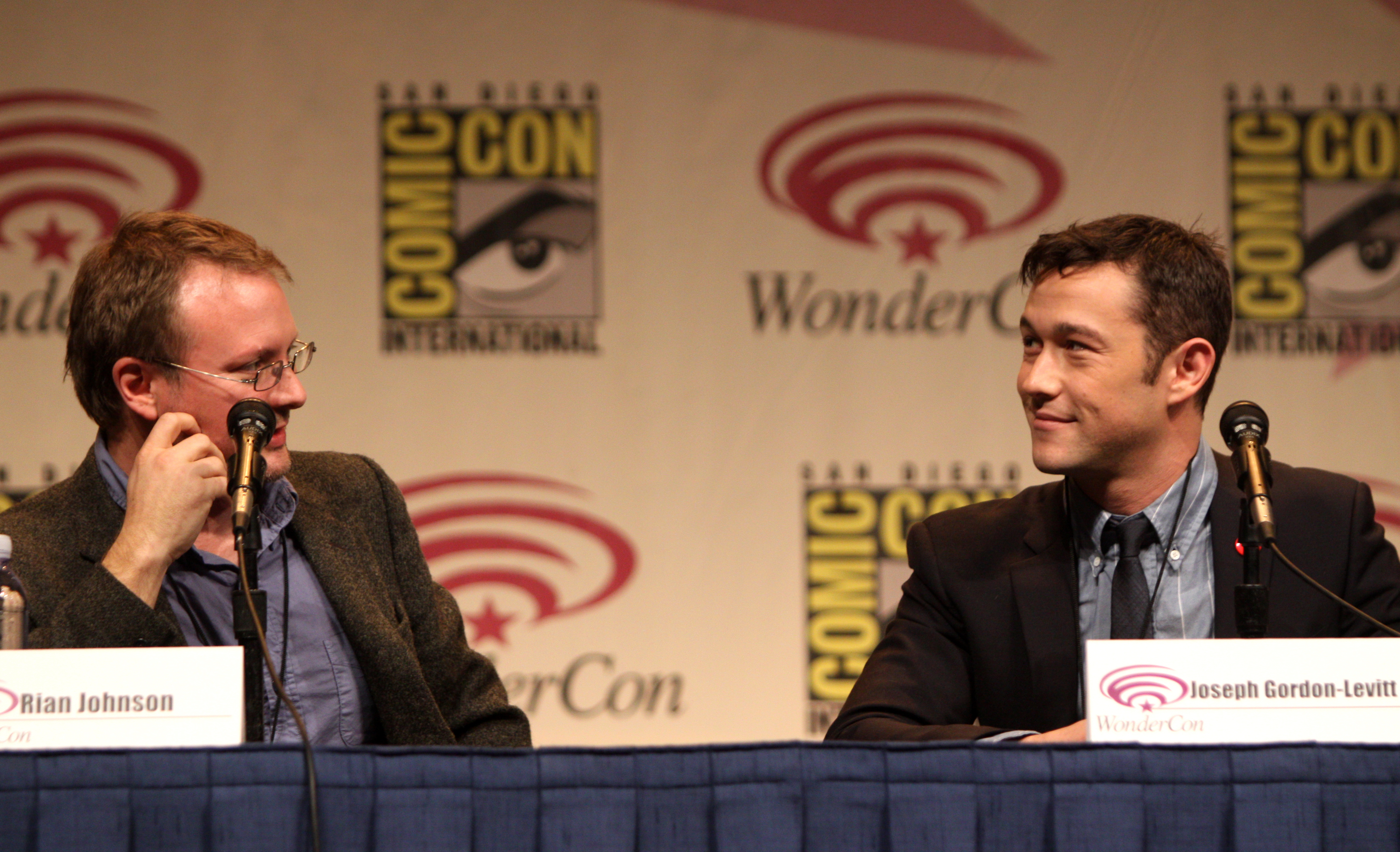
Rian Johnson e Joseph Gordon-Levitt al WonderCon 2012

Dopo l'uscita del film The Brothers Bloom, nel 2008, lo sceneggiatore e regista Rian Johnson annunciò di avvalersi nuovamente della collaborazione con il produttore Ram Bergman, con cui aveva già lavorato in entrambi i suoi precedenti film, per avviare entro l'anno seguente la produzione di Looper, presentato come un nuovo lungometraggio fantascientifico ambientato in un tempo presente in cui dei killer vengono ingaggiati per uccidere persone provenienti dal futuro. Johnson spiegò che nel film non si sarebbe fatto uso di una gran quantità di apparecchi tecnologici futuristici e il viaggio nel tempo avrebbe costituito solo un aspetto marginale della trama, in modo simile a quanto avvenuto in Terminator, il primo film della celebre saga. Il regista, inoltre, definì il film violento, ricco di azione e basato su una forte caratterizzazione dei personaggi. Alla fase di produzione partecipò come consulente anche Shane Carruth, già produttore, autore e regista del film sui viaggi nel tempo Primer.
Il casting si aprì nel mese di maggio 2010, quando venne annunciato l'ingaggio di Joseph Gordon-Levitt per interpretare il ruolo del protagonista Joe. Annuncio cui seguì poco tempo dopo l'ingresso nel cast di Bruce Willis, interprete di una versione invecchiata, proveniente dal futuro, dello stesso Joe. Rian Johnson dichiarò di aver pensato a Gordon-Levitt per il ruolo del protagonista sin dal momento in cui scrisse la parte; l'attore statunitense per somigliare ad una versione giovane di Bruce Willis si sottoponeva a circa tre ore di trucco prima delle riprese. Nel successivo mese di ottobre fu ingaggiata Emily Blunt, interprete di Sara, che in vista delle riprese si tinse i capelli di biondo; mentre due mesi più tardi entrò a far parte del cast Paul Dano, per interpretare un personaggio secondario, il killer Seth. Nel mese di gennaio 2011 entrò nel cast anche Xu Qing, attrice cinese interprete della moglie del Joe del futuro, secondo gli addetti ai lavori ingaggiata allo scopo di aumentare le possibilità della pellicola di essere distribuita anche in Cina, che nell'ambientazione futura del film veniva presentata come la prima superpotenza mondiale, oltre che paese ad aver inventato la macchina del tempo. Nello stesso mese furono ingaggiati anche Noah Segan, Jeff Daniels e Piper Perabo. Dopo l'inizio delle riprese venne rivelata la presenza nel cast anche di Garret Dillahunt.
Le riprese si svolsero prevalentemente a New Orleans, dal 24 gennaio al 1º aprile 2011; alcune scene furono girate anche a Napoleonville, città poco distante da New Orleans, e Shanghai, in Cina. Un primo test screening venne effettuato nel mese di novembre 2011. Il film venne presentato ufficialmente il 17 marzo 2012 al WonderCon, tenuto all'Anaheim Convention Center di Anaheim, in California.

## Distribuzione
Il 6 aprile 2012 viene diffusa la prima locandina ufficiale, mentre il primo trailer viene diffuso la settimana successiva, dal 12 aprile, preceduto da tre teaser trailer distribuiti nei tre giorni precedenti. Il film è stato distribuito nelle sale cinematografiche statunitensi il 28 settembre 2012 a cura della FilmDistrict; lo stesso giorno viene distribuito anche nel Regno Unito e Irlanda, mentre in Brasile il film ha debuttato il 21 settembre.
In Italia è uscito il 31 gennaio 2013, distribuito dalla Walt Disney Pictures, dopo essere stato presentato in anteprima il 5 dicembre al festival di fantascienza Science Plus Fiction di Trieste.

## Accoglienza e incassi
Presentato al Toronto International Film Festival, il film è stato accolto positivamente da pubblico e critica, unanimi nel lodarne il connubio tra blockbuster d'azione e fantascienza con risvolti filosofici.
Con un budget stimato in 30 milioni di dollari, il film si è rivelato un buon successo commerciale, incassando più di 176 milioni di dollari.